# Tour de Vendée 2008
Il Tour de Vendée 2008, trentasettesima edizione della corsa, si svolse il 4 ottobre 2008 su un percorso di 206,5 km. Fu vinta dallo spagnolo Koldo Fernández che giunse al traguardo con il tempo di 5h09'50" alla media di 39,892 km/h. Era valida come evento dell'UCI Europe Tour 2008 categoria 1.1.
Partenza con 123 ciclisti, di cui 52 portarono a termine il percorso.

## Ordine d'arrivo (Top 10)
| Pos. | Corridore          | Squadra         | Tempo    |
| ---- | ------------------ | --------------- | -------- |
| 1    | Koldo Fernández    | Euskaltel       | 5h09'50" |
| 2    | Kristof Goddaert   | Topsport Vlaan. | s.t.     |
| 3    | Anthony Geslin     | Bouygues Tél.   | s.t.     |
| 4    | Samuel Dumoulin    | Cofidis         | s.t.     |
| 5    | Mathieu Drujon     | C. d'Epargne    | s.t.     |
| 6    | Florian Vachon     | Roubaix         | s.t.     |
| 7    | Frédéric Guesdon   | F. des Jeux     | s.t.     |
| 8    | Angelo Furlan      | Crédit Agricole | s.t.     |
| 9    | Guillaume Levarlet | F. des Jeux     | s.t.     |
| 10   | Jonathan Hivert    | Crédit Agricole | s.t.     |